# 岩戸山古墳

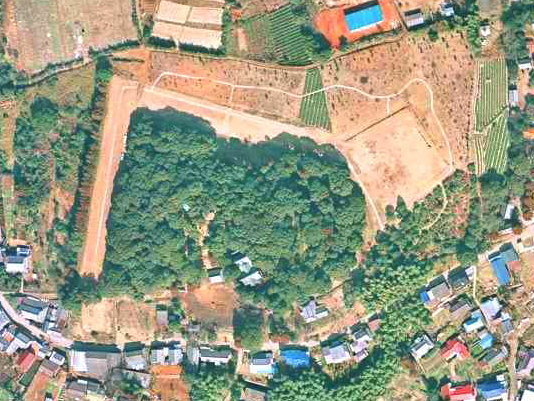
岩戸山古墳の空中写真。

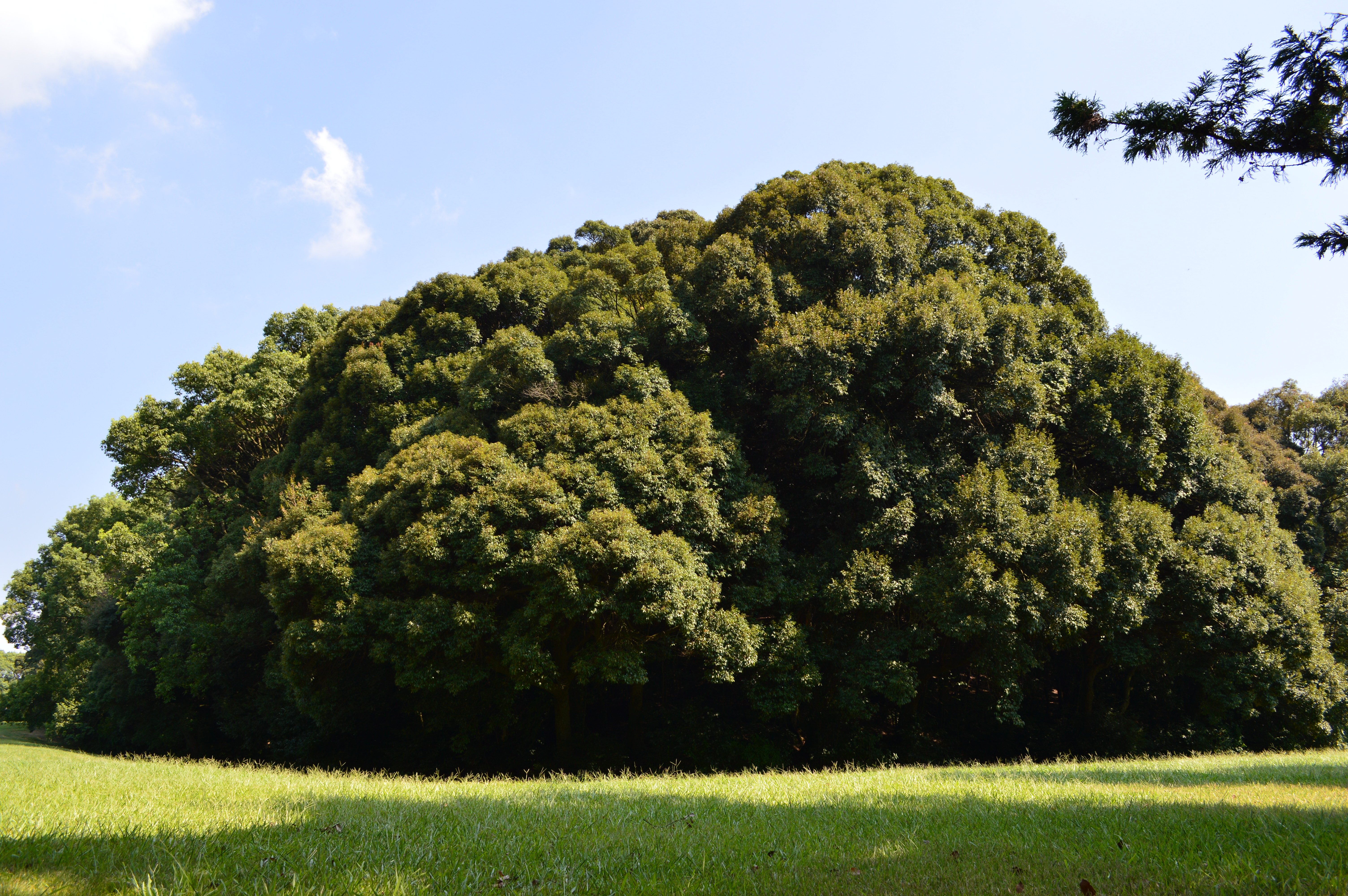
墳丘全景手前に前方部、左奥に後円部。

岩戸山古墳（いわとやまこふん）は、福岡県八女市吉田にある古墳。形状は前方後円墳。八女古墳群を構成する古墳の1つ。国の史跡に指定されている（史跡「八女古墳群」のうち）。
九州地方北部では最大規模の古墳で、6世紀前半（古墳時代後期）の築造と推定される。

## 概要

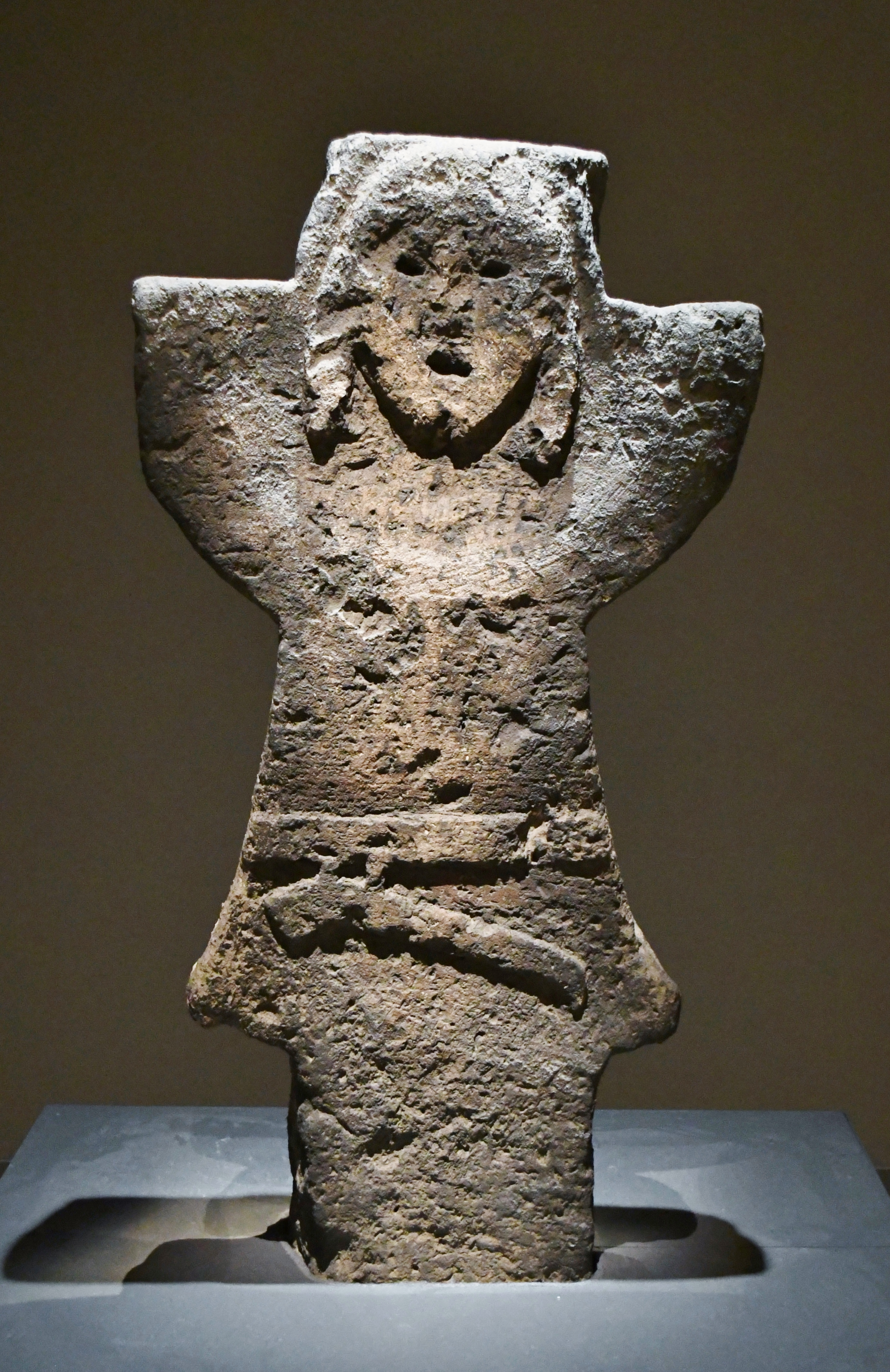
岩戸山古墳出土の石人（東京国立博物館蔵、国の重要文化財）

八女市北部、八女丘陵上に展開する八女古墳群を構成する古墳の1つ。八女丘陵は東西10数キロメートルからなり、5世紀から6世紀にかけての古墳が数多く築かれている。その数は前方後円墳12基、装飾古墳3基を含む約300基に及び、当古墳はその中でも代表的なものである。
古墳は東西を主軸にして、後円部が東に向けられている。2段造成で、北東隅に「別区（べっく）」と呼ばれる一辺43メートルの方形状区画を有するという特徴を持つ。築造年代は須恵器の年代観から6世紀前半と見られ、被葬者と推定される筑紫君磐井に関する記録とも一致している。内部主体は明らかとなっていないが、電気探査等で横穴式石室と推定される構造が確認されている。なお、墳丘脇には神社（大神宮）が鎮座しているが、古くは後円部墳頂に鎮座していた。
墳丘・周堤・別区からは一般に「石人石馬」と総称される当地周辺特有の石製品が100点以上出土しており、その数・種類は他の古墳を圧倒している。これらは人物・動物・器財の3種類に大別され、実物大を基本とするという特徴を持っている。なお、現在の別区には石製品のレプリカが大きさを縮小して建てられている。
当古墳は昭和30年（1955年）12月23日に国の史跡に指定された。昭和53年（1978年）3月24日付けで、史跡の追加指定・統合指定が行われ、指定名称が「八女古墳群」に変更された。

## 墳丘
- 古墳総長：170メートル以上
- 墳丘長：約135メートル
- 後円部
  - 直径：約60メートル
  - 高さ：約18メートル
- 前方部
  - 幅：約92メートル
  - 高さ：約17メートル
- 別区
  - 一辺43メートルの方形

古墳周囲には幅20メートルの周濠・周堤がめぐらされている。

## 被葬者
被葬者は、6世紀初頭に北部九州を支配した筑紫君磐井（筑紫国造磐井）と考えられている。文献から被葬者と築造時期を推定できる日本で数少ない古墳の1つである。
筑紫君磐井は『古事記』・『日本書紀』に反乱伝承が記されている（磐井の乱参照）。また『筑後国風土記』逸文（『釈日本紀』所収）には岩戸山古墳の状況や位置が記されており、別区では裁判を思わせる記述もある。同文によると、磐井は生前から墓を作っていたが、戦に敗れ放棄したという。
なお、古くは石人山古墳を磐井の墓とする説が主流であった。昭和31年（1956年）、森貞次郎が岩戸山古墳を磐井の墓に比定し、現在まで定説となっている。

## 文化財

### 重要文化財（国指定）
- 石人2点、石靱1点、石盾2点、附 石人等残欠57点（考古資料）
旧福岡県八女市岩戸山古墳所在。八女市岩戸山歴史文化交流館保管。
1936年11月28日、「石人1箇」・「石盾1箇」が重要美術品に認定。当時の所有者は風浪神社[6]。
1976年6月5日、「石人1箇、石盾1箇」が重要文化財に指定。当時の所有者は風浪宮[7]。
1983年6月6日、「石人1箇、石盾1箇」に附として石人等残欠59箇を追加指定[8]。
1985年6月6日、附指定の石人等残欠の員数を59箇から58箇に訂正[9]。
2010年6月29日、「石人1箇、石盾1箇、附石人等残欠58箇」に石靱1点と石盾1点を追加指定するとともに附の残欠のうち1点を本指定に格上げ。指定名称を「石人2点、石靱1点、石盾2点、附石人等残欠57点」に変更[10][11]。
- 石人 1箇（考古資料） - 旧福岡県八女市岩戸山古墳所在。東京国立博物館保管。1976年（昭和51年）6月5日指定[12][13]。

### 国の史跡
- 岩戸山古墳（史跡「八女古墳群」のうち）
1955年（昭和30年）12月23日、「岩戸山古墳」として国の史跡に指定。
1978年（昭和53年）3月24日、既指定の史跡「岩戸山古墳」・「乗場古墳」・「石人山古墳」・「善蔵塚古墳」の4件を統合、丸山塚古墳・丸山古墳・茶臼塚古墳を追加指定して、「八女古墳群」に名称変更[14]。

### 福岡県指定文化財
- 有形文化財[15]
  - 石馬 1点（考古資料） - 伝岩戸山古墳出土、所有者は正福寺、岩戸山歴史文化交流館保管。
  - 武装石人頭部 1点（考古資料） - 伝岩戸山古墳出土、所有者は正福寺、岩戸山歴史文化交流館保管。
  - 石人残欠 2点（考古資料） - 伝岩戸山古墳出土、所有者は正福寺、岩戸山歴史文化交流館保管。

## ギャラリー

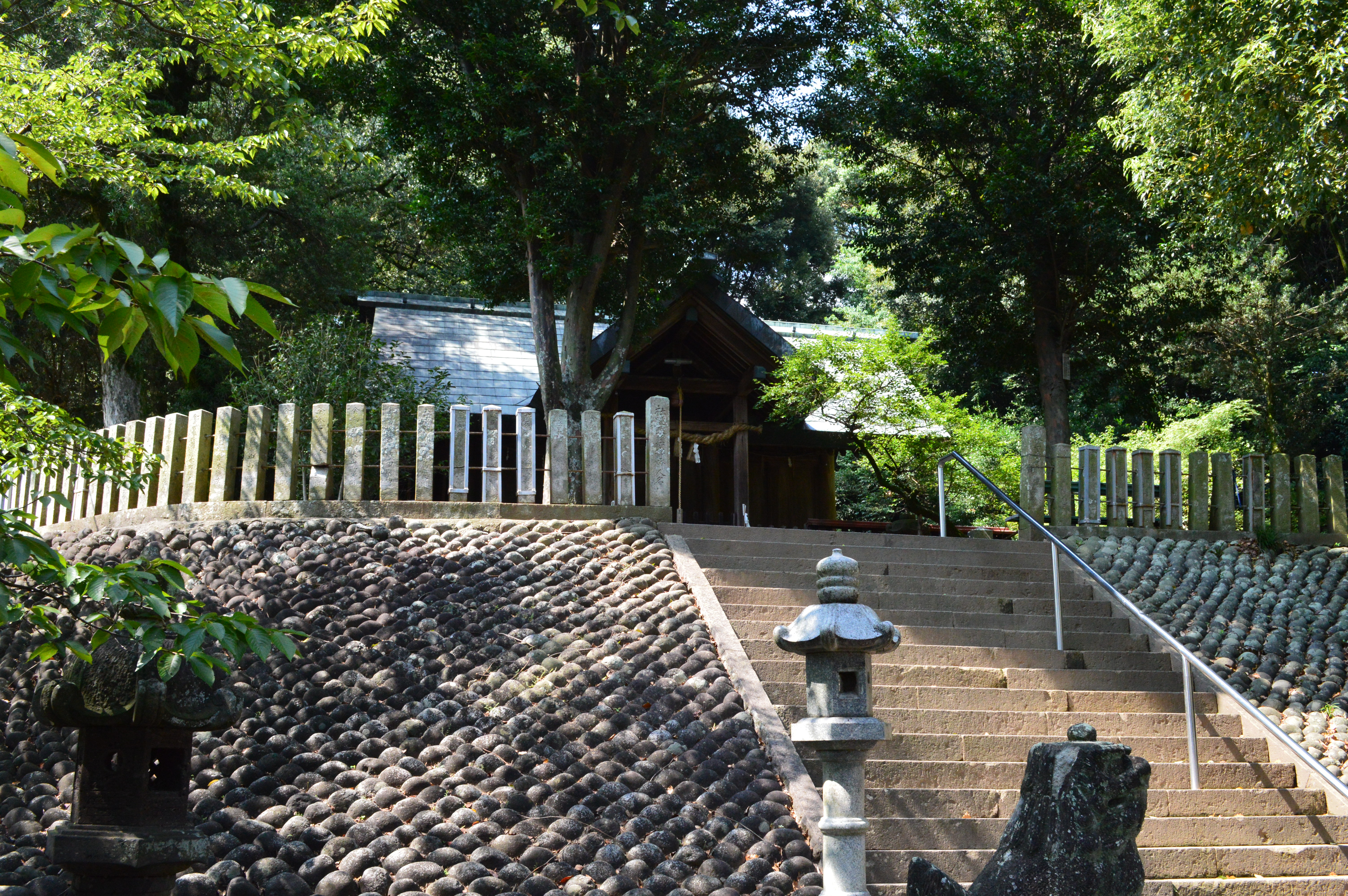
古墳脇にある大神宮
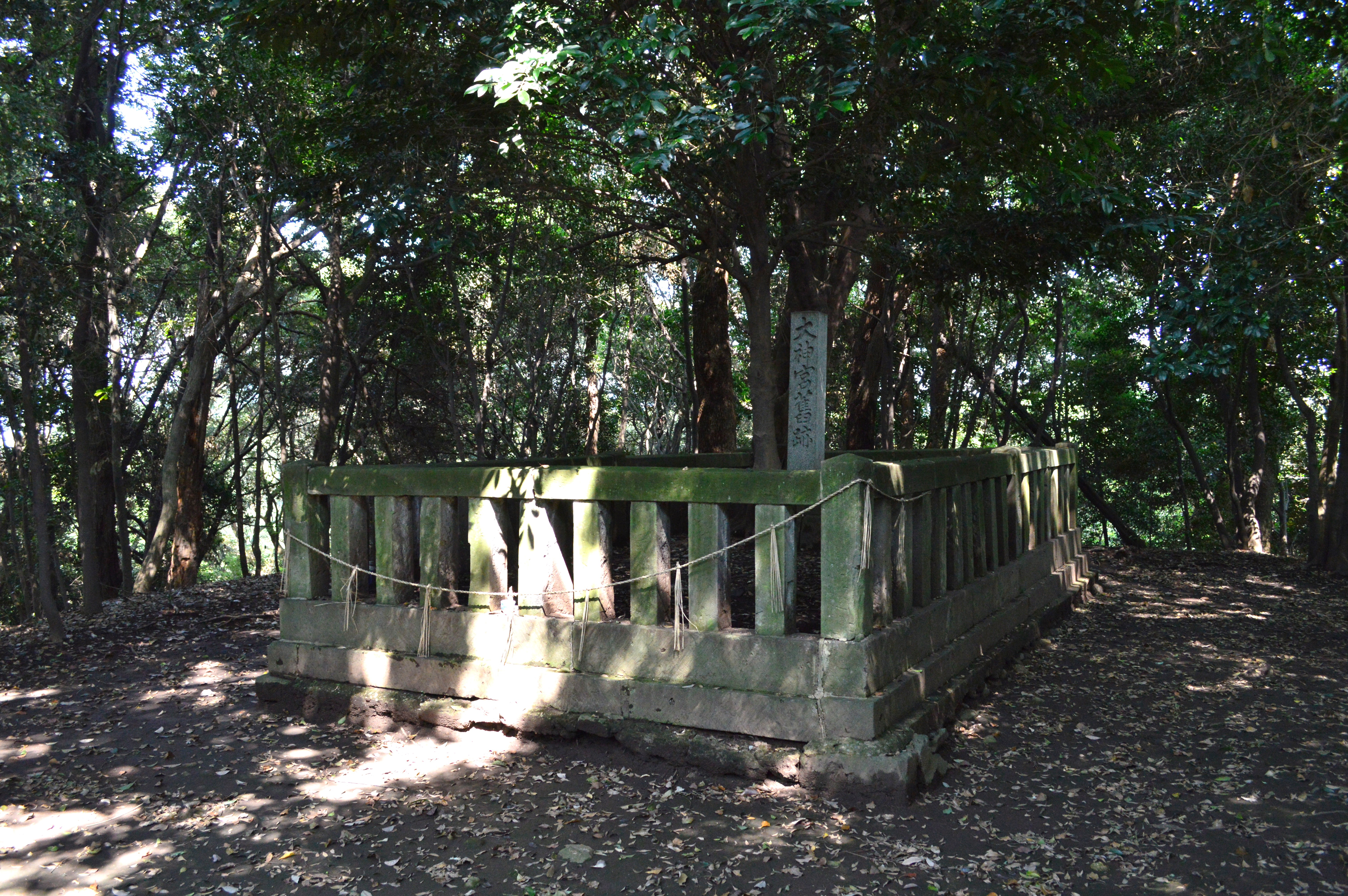
後円部墳頂の大神宮旧跡
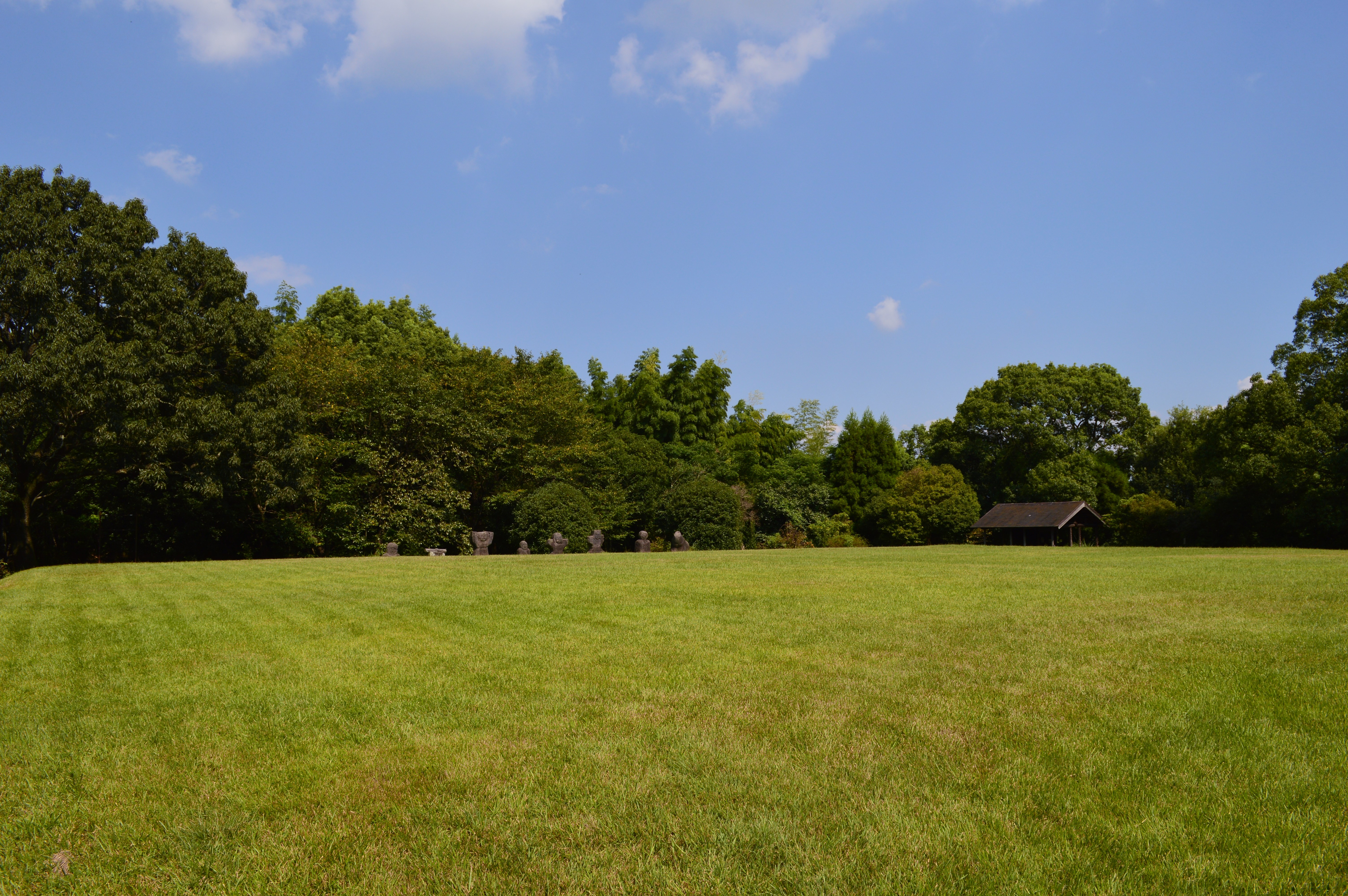
別区 奥に石製品群。
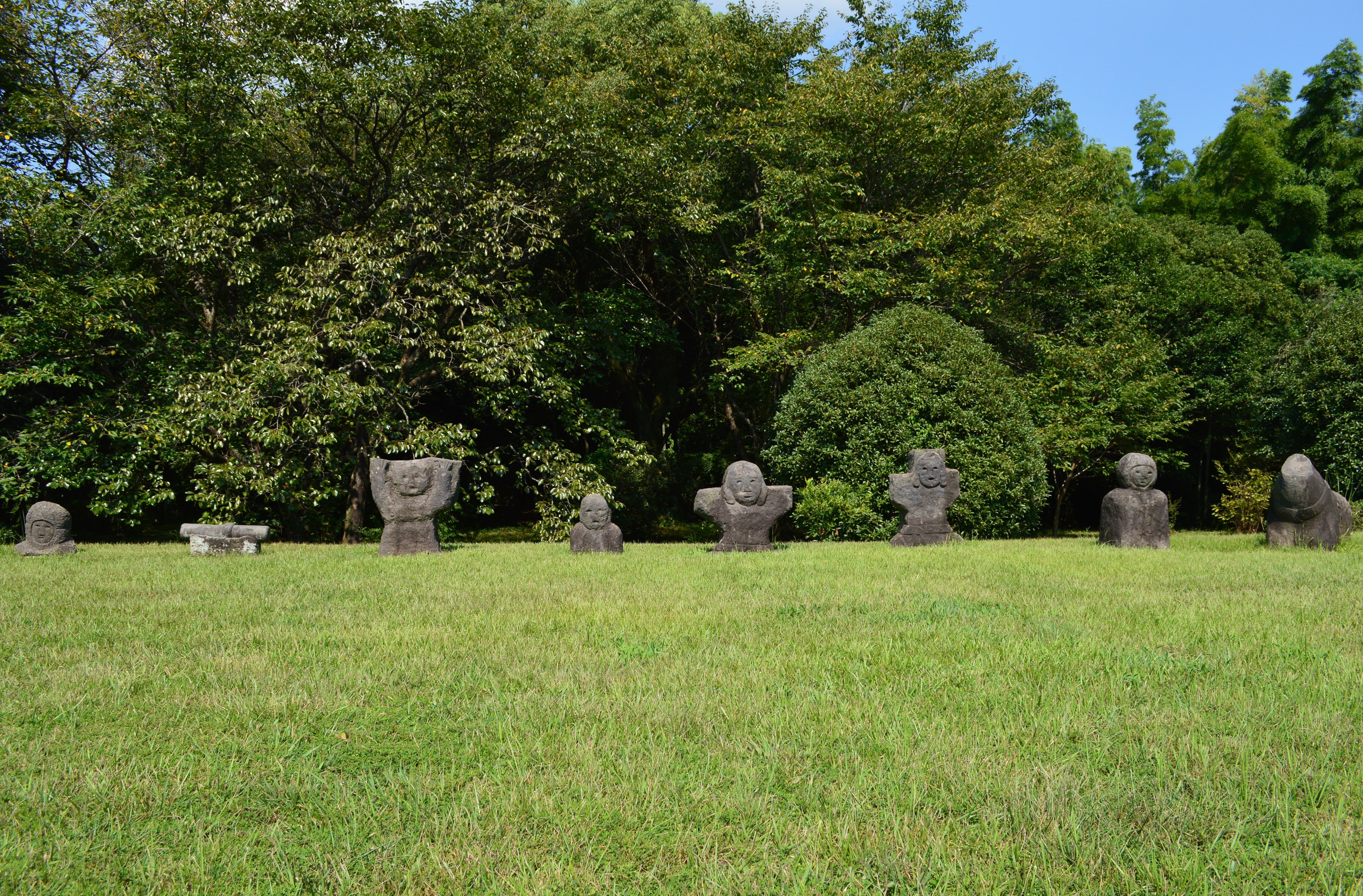
別区の石製品群（レプリカ）

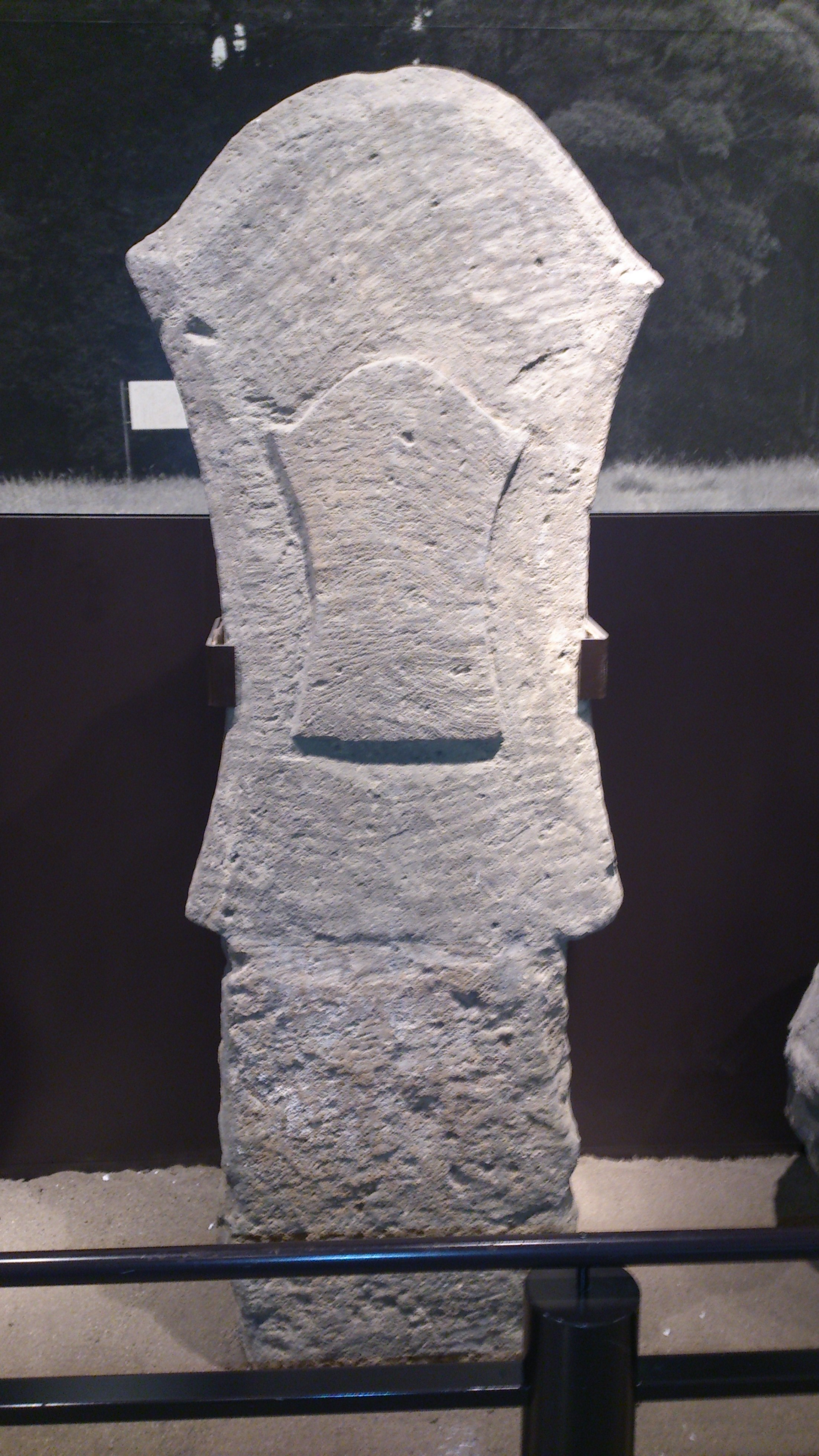
石盾（八女市所有、岩戸山歴史文化交流館保管、重要文化財）
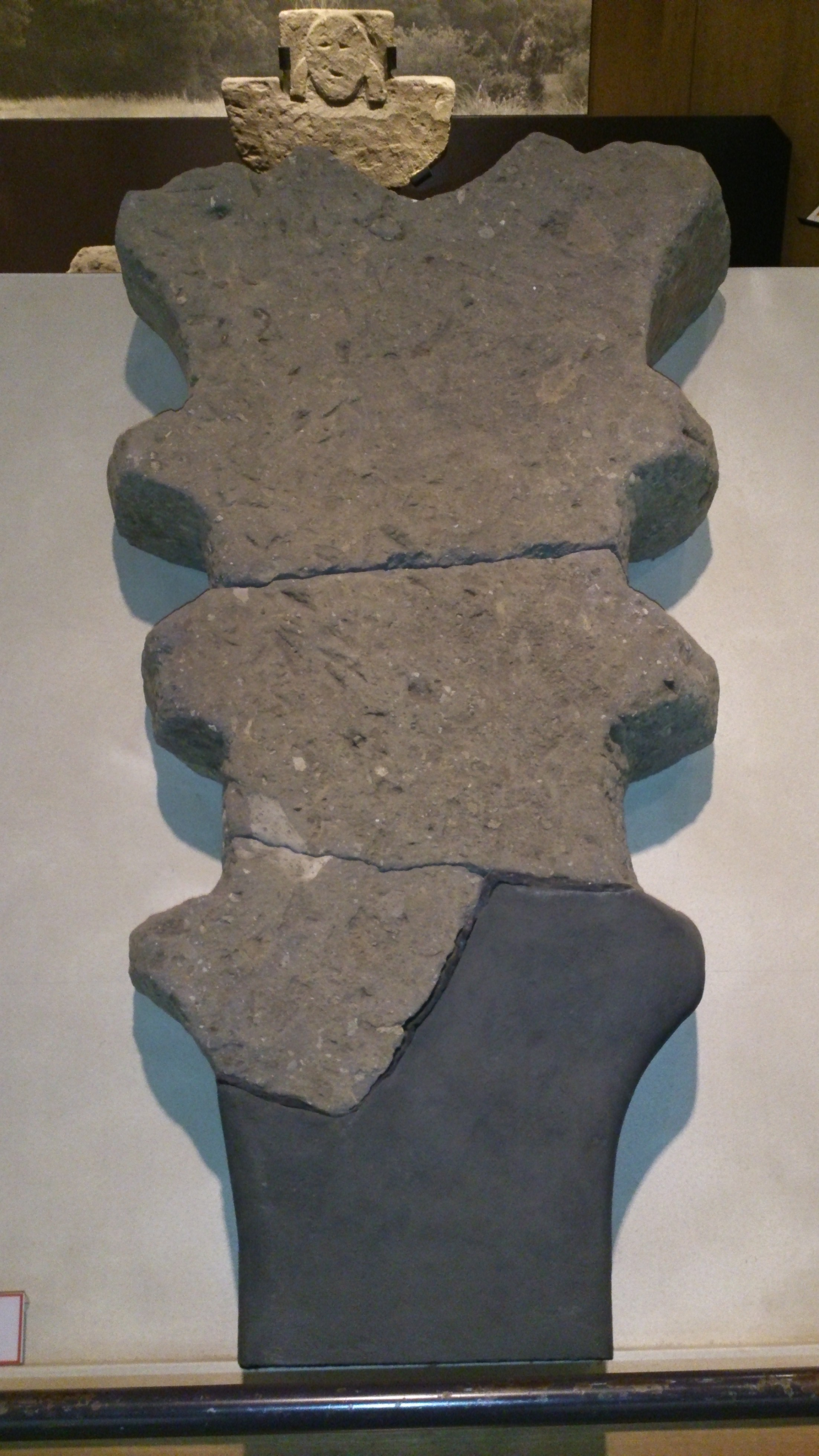
石盾（八女市所有、岩戸山歴史文化交流館保管、重要文化財）
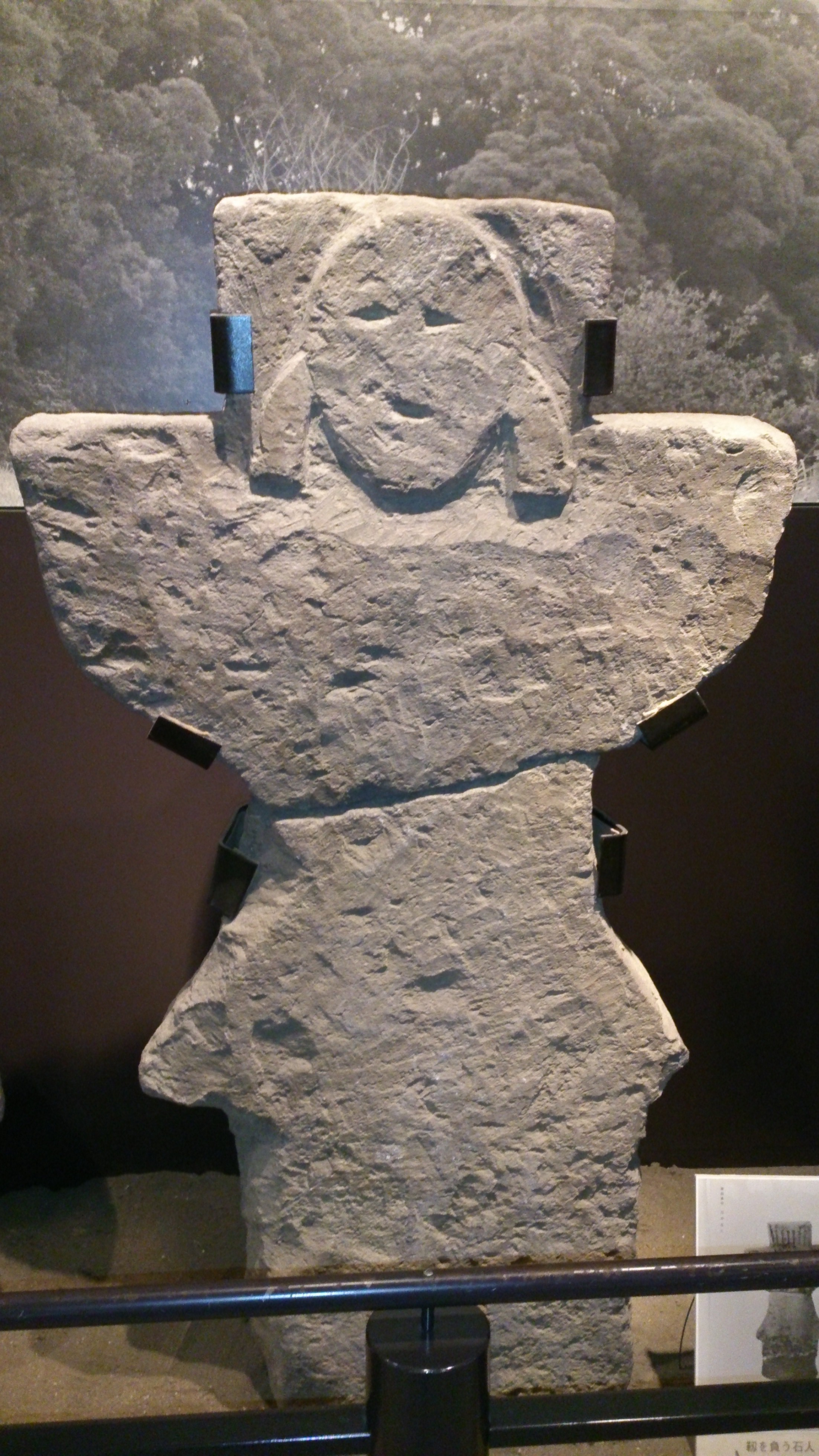
石人（八女市所有、岩戸山歴史文化交流館保管、重要文化財）

## 関連施設
- 岩戸山歴史文化交流館 いわいの郷[16]
  - 八女市吉田1562 - 1
  - 開館時間：午前9時から午後5時15分
  - 休館日：月曜日

## 交通アクセス
- 西鉄久留米駅から西鉄バス八女営業所行きに乗車し「福島高校前」下車徒歩4分（350m）
- マイカーの場合、九州自動車道八女インターチェンジから6㎞。